# Gustav Etzel
Gustav Etzel (* 8. Juli 1877 in Mühlhausen/Thüringen; † 27. März 1938 in Orselina bei Locarno) war ein preußischer Offizier und Landrat im Kreis Helgoland.

## Leben
Etzel war preußischer Offizier und diente von 1914 bis 1918 im Ersten Weltkrieg. Nach dem Krieg trat Etzel dem Grenzschutz Ost für Schlesien bei. 1919 war er der deutsch-polnischen Grenzfestsetzungskommission zugeteilt und 1921 Mitglied der deutschen Oberschlesischen Grenzkommission. 1923 führte Etzel als Vorsitzender die deutsche Delegation bei der Interalliierten Regierungs- und Plebiszitskommission für Oberschlesien für die gesamten deutsch-polnischen Grenzen. Er verließ als Major die Reichswehr. 
1925 bis 1931 amtierte Etzel als Landrat im Kreis Helgoland. Auf Helgoland kämpfte er intensiv gegen separatistische Bewegungen. Hier konnte er auf seine Erfahrungen in den deutsch-polnischen Auseinandersetzungen bauen. Er gründete mit anderen den Club von Helgoland. Ab dem 1. Juni 1931 bis zu seiner Versetzung in den Ruhestand 1934 arbeitete er bei der Regierung in Wiesbaden, wo er auch seine letzten Lebensjahre verbrachte.